# Фелікс Каспар
Фелікс Каспар  (нім. Felix Kaspar, 14 січня 1915 — 5 грудня 2003) — австрійський фігурист, олімпійський медаліст.

## Виступи на Олімпіадах
| Олімпіада                | Дисципліна       | Місце |
| ------------------------ | ---------------- | ----- |
| Гарміш-Партенкірхен 1936 | одиночний розряд | 3     |